# Copa Libertadores 1965
De Copa Libertadores 1965 was de zesde editie van dit continentale voetbalbekertoernooi van de CONMEBOL.
Aan deze editie namen tien clubs deel. Deelnemers waren de landskampioenen van Bolivia, Brazilië, Chili, Ecuador, Paraguay, Peru, Uruguay en Venezuela. Uit Argentinië namen titelhouder CA Independiente en landskampioen CA Boca Juniors deel. Uit Colombia nam geen club deel.
Het toernooi begon op 31 januari en eindigde op 15 april. De Argentijnse club CA Independiente prolongeerde de titel door in de finale tweevoudig winnaar Peñarol (1960, 1961) uit Uruguay te verslaan.
Als winnaar van deze editie speelde Independiente tegen Internazionale, de winnaar van de Europacup I, in de zesde editie van de wereldbeker voetbal.

## Groepsfase

### Groep 1
| Team            | Pnt | Pld | W | D | L | GF | GA | GD |
| --------------- | --- | --- | - | - | - | -- | -- | -- |
| CA Boca Juniors | 8   | 4   | 4 | 0 | 0 | 11 | 3  | 8  |
| The Strongest   | 3   | 4   | 1 | 1 | 2 | 5  | 7  | −2 |
| Deportivo Quito | 1   | 4   | 0 | 1 | 3 | 3  | 9  | −6 |

| 31 januari 1965  |     |                 |              |
| Deportivo Quito  | 0–1 | The Strongest   | Quito        |
| 7 februari 1965  |     |                 |              |
| Deportivo Quito  | 1–2 | Boca Juniors    | Quito        |
| 14 februari 1965 |     |                 |              |
| The Strongest    | 2–3 | Boca Juniors    | La Paz       |
| 21 februari 1965 |     |                 |              |
| The Strongest    | 2–2 | Deportivo Quito | La Paz       |
| 26 februari 1965 |     |                 |              |
| Boca Juniors     | 4–0 | Deportivo Quito | La Paz       |
| 5 maart 1965     |     |                 |              |
| Boca Juniors     | 2–0 | The Strongest   | Buenos Aires |

### Groep 2
| Team                      | Pnt | Pld | W | D | L | GF | GA | GD |
| ------------------------- | --- | --- | - | - | - | -- | -- | -- |
| Santos                    | 8   | 4   | 4 | 0 | 0 | 10 | 3  | 7  |
| Universidad de Chile      | 2   | 4   | 1 | 0 | 3 | 6  | 9  | −3 |
| Universitario de Deportes | 2   | 4   | 1 | 0 | 3 | 5  | 9  | −4 |

| 13 februari 1965          |     |                           |           |
| Universidad de Chile      | 1–5 | Santos                    | Santiago  |
| 19 februari 1965          |     |                           |           |
| Universitario de Deportes | 1–2 | Santos                    | Lima      |
| 22 februari 1965          |     |                           |           |
| Universitario de Deportes | 1–0 | Universidad de Chile      | Lima      |
| 26 februari 1965          |     |                           |           |
| Santos                    | 1–0 | Universidad de Chile      | São Paulo |
| 6 maart 1965              |     |                           |           |
| Santos                    | 2–1 | Universitario de Deportes | São Paulo |
| 10 maart 1965             |     |                           |           |
| Universidad de Chile      | 5–2 | Universitario de Deportes | Santiago  |

### Groep 3
| Team              | Pnt | Pld | W | D | L | GF | GA | GD |
| ----------------- | --- | --- | - | - | - | -- | -- | -- |
| Peñarol           | 6   | 4   | 3 | 0 | 1 | 5  | 2  | 3  |
| Club Guaraní      | 6   | 4   | 3 | 0 | 1 | 6  | 5  | 1  |
| Deportivo Galicia | 1   | 4   | 0 | 1 | 3 | 2  | 6  | −4 |

| 1 februari 1965   |     |                   |            |
| Deportivo Galicia | 1–2 | Club Guaraní      | Caracas    |
| 8 februari 1965   |     |                   |            |
| Deportivo Galicia | *   | Peñarol           | Caracas    |
| 25 februari 1965  |     |                   |            |
| Club Guaraní      | 2–1 | Deportivo Galicia | Asunción   |
| 28 februari 1965  |     |                   |            |
| Peñarol           | 2–0 | Deportivo Galicia | Montevideo |
| 7 maart 1965      |     |                   |            |
| Club Guaraní      | 2–1 | Peñarol           | Asunción   |
| 10 maart 1965     |     |                   |            |
| Peñarol           | 2–0 | Club Guaraní      | Montevideo |

* Uitslag geannuleerd. Deportivo Galicia had een niet speelgerechtigde speler opgesteld. Aan Peñarol werd de twee punten toegekend, maar geen doelpunten.

## Halve finale
De confrontatie Independente - Boca Juniors werd op 24 en 28 maart gespeeld, de play-off op 5 april. Alle drie de wedstrijden werden in het Monumentalstadion van CA River Plate in Buenos Aires gespeeld. Santos - Peñarol werd op 25 en 28 maart gespeeld, de play-off op 31 maart, ook in het Monumental.
| Team #1          | Totaal | Team #2         | 1ste wedstrijd | 2de wedstrijd | Play-off |
| ---------------- | ------ | --------------- | -------------- | ------------- | -------- |
| CA Independiente | 2 - 1  | CA Boca Juniors | 2 - 0          | 0 - 1         | 0 - 0    |
| Santos           | 8 - 9  | Peñarol         | 5 - 4          | 2 - 3         | 1 - 2    |

Independiente door op basis van het doelsaldo in de eerste twee wedstrijden (2-1).

## Finale
De wedstrijden werden op 9 en 12 april gespeeld, de play-off op 15 april werd in het Nationaalstadion in Santiago, Chili gespeeld.
| Team #1          | Totaal | Team #2 | 1ste wedstrijd | 2de wedstrijd | Playoff |
| ---------------- | ------ | ------- | -------------- | ------------- | ------- |
| CA Independiente | 6 - 4  | Peñarol | 1 - 0          | 1 - 3         | 4 - 1   |

## Kampioen
|                            |
| Vlag van Argentinië        |
| CA Independiente 2de titel |

1948 · 1960 · 1961 · 1962 · 1963 · 1964 · 1965 · 1966 · 1967 · 1968 · 1969 · 1970 · 1971 · 1972 · 1973 · 1974 · 1975 · 1976 · 1977 · 1978 · 1979 · 1980 · 1981 · 1982 · 1983 · 1984 · 1985 · 1986 · 1987 · 1988 · 1989 · 1990 · 1991 · 1992 · 1993 · 1994 · 1995 · 1996 · 1997 · 1998 · 1999 · 2000 · 2001 · 2002 · 2003 · 2004 · 2005 · 2006 · 2007 · 2008 · 2009 · 2010 · 2011 · 2012 · 2013 · 2014 · 2015 · 2016 · 2017 · 2018 · 2019 · 2020 · 2021 · 2022 · 2023